# 行在
行在（あんざい）は、文字通り「行鑾駐蹕の所在」行幸に出た鑾（天子の乗り物）が蹕（お先払い）された場所にいる、という意味で、名目上は正式の首都ではないが、実際には皇帝と皇宮、朝廷があり、首都の機能を果たしている場所を指す。別称は行都。たとえば咸豊年間の北方に行幸した際の熱河の避暑山荘などがある。中国の歴代皇帝とは政治の中心だった。
中国の場合、陪都、行宮も似た意味だが違う場合もある。陪都は行在となってから後が、かえって政治の中心になることが多かった。
かつては皇帝が一時的にでも滞在していた行宮は行在とも呼ばれた。円明園・鞏華城・承徳避暑山荘、乾隆帝が幾多の行幸に際して建てた地方の宮殿など、どこでもである。

## 歴史上の行在

### 杭州
靖康の変で北宋は金に滅ぼされた。高宗は南方に逃れて南宋を建て、故地を取り戻す決意を示すため、建炎3年（1129年）の明受の変の後、杭州を臨安府とし、それを行在と呼び、行都とも呼んだ。そして北宋の歴代の先帝の廟があった東京開封府（汴京）を京師と称した。その後、紹興8年（1138年）になってから臨安を都と定めた。端平元年（1234年）に金が宋・モンゴル連合軍に亡ぼされた後も、南宋は端平入洛によって故都を回復しようとした。
『東方見聞録』および同時期の西洋の著述では杭州を「キンザイ、Quinsay」と呼んでいることからも分かるように、元代の初期まで、行在は杭州の最もありふれた通称だった。

### 北京
明の燕王朱棣（永楽帝）は清君側を名分として靖難の変を起こし、甥にあたる建文帝の京師である金陵応天府を攻め落とし、建文4年（1402年）に皇位に即いた。永楽帝は即位の後、モンゴル（旧北元）の脅威に備えるために出発点である燕京北平への遷都を決めた。永楽元年（1403年）に北平を行在に昇格させ、六部を設立して「行在六部」と称した。永楽帝はその後も燕京の経営に力を入れ、宮殿を造営し、大運河を浚渫し、頻繁に赴いた。永楽19年（1421年）、正式に北京遷都を行った。京師となったことで、北京は行在ではなくなった。金陵応天府は陪都となった。
永楽帝の死後は仁宗（洪熙帝）が即位した。仁宗は首都を太子監国時代の縁故地である金陵（南京）に復すことを望み、まずは北京を行在に変えたが、仁宗が在位1年ぶりに急逝したため、南京への還都は果たせなかった。英宗の正統6年（1441年）になってようやく北京は京師に戻り、行在とは呼ばれなくなった。

### 西安
清末、義和団の乱で八カ国連合軍が北京を陥落させた後、光緒帝と共に西安に逃れた西太后は、8カ月間で12万両もの白銀を使ったという。